# Forbes Polska

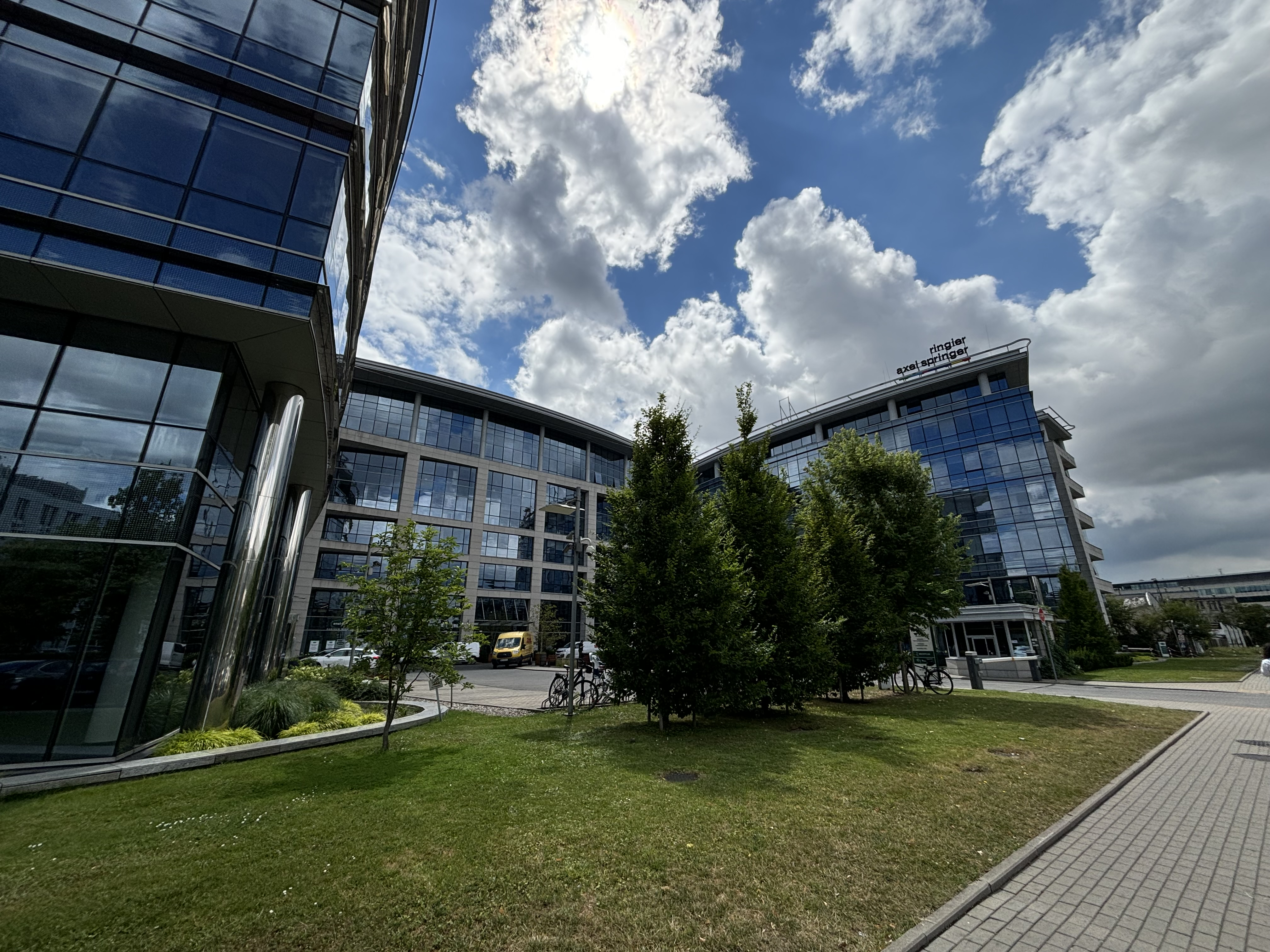
Biurowiec zajmowany przez spółkę Ringier Axel Springer Polska przy ulicy Domaniewskiej 49 w Warszawie, w którym ma siedzibę redakcja polskiej edycji „Forbesa“

Forbes Polska – największy na polskim rynku, opiniotwórczy magazyn społeczno-ekonomiczny oraz internetowy serwis biznesowy. Jest polską edycją amerykańskiego dwutygodnika „Forbes”, uznawanego za najbardziej rozpoznawalny tytuł wśród publikacji biznesowych na świecie.  Magazyn „Forbes Polska” i serwis internetowy Forbes.pl koncentrują się na relacjonowaniu kluczowych wydarzeń gospodarczych w Polsce i na świecie oraz omawianiu strategii biznesowych. „Forbes Polska” regularnie publikuje rankingi i organizuje wydarzenia skierowane do przedstawicieli świata biznesu. 
Magazyn wydawany jest w Polsce jako miesięcznik od 16 grudnia 2004 roku. Jego częścią jest dwumiesięcznik „Forbes Women”, który zadebiutował w 2019 roku, poruszając tematy związane z przedsiębiorczością i przywództwem kobiet. 
Właścicielem „Forbes Polska” oraz jego serwisu internetowego Forbes.pl jest Grupa Ringier Axel Springer Polska należąca do Axel Springer SE i Ringier AG. Redaktorami naczelnymi magazynu byli m.in. Kazimierz Krupa (2007–2014) oraz Paweł Zielewski (od 2017 roku), który zastąpił na tym stanowisku Michała Broniatowskiego. W 2024 roku stanowisko redaktorki naczelnej objęła Katarzyna Dębek. 

## Forbes.pl
Forbes.pl to internetowy serwis biznesowy będący cyfrowym rozszerzeniem magazynów „Forbes Polska” i „Forbes Woman”. Platforma koncentruje się na promowaniu polskiej przedsiębiorczości, podkreślając jej osiągnięcia w kontekście globalnych trendów gospodarczych i wyzwań. Serwis oferuje analizy z dziedziny biznesu, finansów i gospodarki, a także regularnie publikuje raporty oraz rankingi. Jednym z najbardziej znanych projektów jest coroczna lista 100 najbogatszych Polaków. Forbes.pl oferuje również wywiady z liderami biznesu oraz analizy oparte na danych rynkowych i prognozach ekonomicznych. Forbes.pl odwiedza miesięcznie średnio 1,4 mln użytkowników.

## Forbes Women Polska
„Forbes Women Polska” jest polską edycją globalnej marki „Forbes Women”, założonej w 2008 roku z inicjatywy Moiry Forbes, wnuczki założyciela magazynu „Forbes”, Malcolma Forbesa. Pierwsze polskie wydanie „Forbes Women” ukazało się w 2019 roku, odpowiadając na rosnącą potrzebę zwiększania reprezentacji kobiet w biznesie i wspierania ich roli w polskim środowisku gospodarczym. Polska edycja jest wydawana przez Ringier Axel Springer Polska, który odpowiada również za polską edycję głównego magazynu „Forbes Polska”.  
Magazyn i jego cyfrowa platforma, dostępna na Forbes.pl, koncentrują się na tematach związanych z kobietami w biznesie, przedsiębiorczością, przywództwem oraz rozwojem kariery, a także zagadnieniach społeczno-psychologicznych. Celem „Forbes Women Polska” jest wspieranie kobiet w rozwoju zawodowym, promowanie równości płci i różnorodności w świecie biznesu oraz przedstawianie inspirujących historii kobiet-liderek z Polski i z całego świata.  
Magazyn organizuje także liczne konferencje i wydarzenia networkingowe, które budują społeczność kobiet-liderek. Jednym z flagowych projektów magazynu jest inicjatywa „#RazemMamyWpływ”, która wspiera różnorodność i rozwój kariery kobiet na różnych szczeblach zawodowych.  

## Nagrody
Miesięcznik „Forbes Polska” otrzymał liczne wyróżnienia na przestrzeni lat, które podkreślają jego silną pozycję na rynku medialnym.

### Suberbrands
- W latach 2019-2023 „Forbes Polska” regularnie otrzymywał tytuł Superbrands, co potwierdzało jego status jako jednej z najbardziej opiniotwórczych marek medialnych w Polsce. Tytuł ten przyznawany jest markom, które wyróżniają się wiarygodnością, jakością i wpływem na opinię publiczną oraz na rozwój przedsiębiorczości w kraju[25][26].

### Pracodawca Godny Zaufania
- W 2023 roku Jan Bolanowski, wydawca serwisu Forbes.pl i redaktor naczelny platformy Forbes.pl został nagrodzony w XIII edycji Konkursu „Pracodawca Godny Zaufania” w kategorii dziennikarskiej[27].

### Best News Website Excellence Awards
- W 2021 roku „Forbes Polska” zdobył nagrodę Best News Website Excellence Awards, wyróżniając się jako wiodąca platforma informacyjna o najwyższych standardach dziennikarskich[28].

### Miesięcznik 15-lecia
- Również w 2021 roku „Forbes Polska”  został uhonorowany tytułem „Miesięcznika 15-lecia” przyznanym przez E-Kiosk SA (Grupa Gremi Media) za znaczące osiągnięcia sprzedażowe. Nagroda ta podkreśla sukces magazynu w dostarczaniu wartościowych treści i jego wkład w rozwój sektora medialnego[29].

## Zespół redakcyjny
- Katarzyna Dębek, redaktor naczelna „Forbes Polska” i „Forbes Women”, od 15 kwietnia 2024 roku[11].
- Agnieszka Filipiak, zastępczyni redaktorki naczelnej „Forbes Women”, od czerwca 2024 roku[30].
- Konrad Sadurski, zastępca redaktorki naczelnej „Forbes Polska”, od czerwca 2024 roku[30].
- Maciej Gajek, zastępca redaktorki naczelnej „Forbes Polska”, od czerwca 2024 roku[30].

## Partnerstwa
Wśród partnerów „Forbes Polska” są między innymi:  
- Statista – platforma badawcza oferująca statystyki i analizy rynkowe, które umożliwiają tworzenie rankingów przez „Forbes Polska”[31][32][33].
- MGDF Consulting – pełni rolę partnera merytorycznego „Forbes Polska”, wspierając magazyn w dostarczaniu ekspertyz i analiz dotyczących kluczowych tematów gospodarczych i biznesowych. Firma specjalizuje się w doradztwie strategicznym, z naciskiem na innowacje, zarządzanie zmianami i rozwój przedsiębiorstw. Współpraca ta wzmacnia publikacje „Forbes Polska” o dogłębną wiedzę ekspercką, przyczyniając się do lepszego zrozumienia aktualnych wyzwań rynkowych oraz rozwoju przedsiębiorczości w Polsce[34][35][36][37][38].
- Diversity Hub – partner, który realizuje działa na rzecz wspierania różnorodności i inkluzywności w biznesie[39][40][41]
- McKinsey & Company – jedna z największych firm doradczych na świecie. McKinsey & Company razem z magazynem „Forbes Polska” stworzył inicjatywę „25 under 25”, której celem jest wyłonienie 25 młodych i ambitnych osób, które chcą zmienić społeczno-gospodarcze oblicze Polski. Konkurs został zainicjowany z okazji 25-lecia McKinsey & Company w Polsce[42]
- Dun&Bradstreet – kluczowy partner „Forbes Polska”, z którym magazyn współtworzy prestiżowy ranking Forbes Diamonds. Ranking ten opiera się na stabilności i wzroście firm w Polsce, wykorzystując szwajcarską metodę wyceny, która bierze pod uwagę wyniki finansowe oraz wartość majątku przedsiębiorstw. Dun & Bradstreet dostarcza specjalistyczne dane analityczne, które pomagają w dokładnej ocenie firm, uwzględniając ich dynamikę rozwoju oraz perspektywy przyszłego wzrostu[43][44].
- Crido – będąc partnerem „Forbes Polska”, odgrywa istotną rolę w dostarczaniu analiz i raportów dotyczących funduszy europejskich dla polskich firm. Wspólnie z magazynem tworzy raporty, które podsumowują wykorzystanie środków unijnych w zakresie innowacji i badań rozwojowych (B+R). Publikowane raporty identyfikują liderów w dziedzinie biotechnologii i innowacyjnych projektów technologicznych, a także firmy, które najaktywniej korzystają z funduszy unijnych[45][46][47][48].
- DFR Inwestycyjny – jest strategicznym partnerem „Forbes Polska”, wspierającym magazyn w promowaniu innowacji i rozwoju gospodarczego Dolnego Śląska. Współpraca obejmuje publikacje raportów oraz analiz kluczowych projektów inwestycyjnych realizowanych w regionie. Fundusz inwestuje w lokalne firmy, koncentrując się na zrównoważonych i nowoczesnych przedsięwzięciach, wspierając rozwój Dolnego Śląska jako jednego z wiodących obszarów gospodarczych w Polsce[49][50][51][52][53][54].
- Pracodawcy RP – „Forbes Polska” współpracuje z organizacją Pracodawcy RP w ramach projektu Kompas ESG, którego celem jest promowanie wśród polskich przedsiębiorstw wiedzy na temat czynników ESG (Environmental, Social, Governance)[55]. Projekt ten wspiera firmy w rozwijaniu kompetencji w zakresie zrównoważonego rozwoju i raportowania ESG, oferując platformę wymiany doświadczeń. Inicjatywa obejmuje cykliczne wydarzenia, spotkania robocze oraz publikacje w magazynie „Forbes Polska” i na stronie Forbes.pl. Dzięki tej współpracy przedsiębiorstwa mogą lepiej wdrażać strategie ESG, co przyczynia się do bardziej odpowiedzialnego rozwoju biznesu w Polsce[56][57][58].
- GPW – „Forbes Polska” współpracuje z Giełdą Papierów Wartościowych w Warszawie (GPW), promując rozwój rynku kapitałowego w Polsce i podkreślając znaczenie inwestycji giełdowych w krajowej gospodarce[59]. Partnerstwo to koncentruje się na edukacji inwestorów oraz firm notowanych na GPW, a także na promowaniu spółek giełdowych jako kluczowych graczy w rozwoju polskiego biznesu. W ramach współpracy, „Forbes Polska” publikuje liczne analizy i raporty dotyczące działalności giełdy oraz przedstawia rankingi największych firm notowanych na GPW. Jednym z takich przykładów jest ranking firm rodzinnych, który wyróżnia polskie przedsiębiorstwa rodzinne odnoszące sukcesy na giełdzie[60].
- IFR – Międzynarodowa Federacja Robotyki (International Federation of Robotics - IFR) współpracuje z „Forbes Polska”, dostarczając analizy i raporty związane z robotyką i automatyzacją przemysłu. IFR jest globalnym liderem w dostarczaniu danych na temat robotyzacji, w tym liczby instalowanych robotów przemysłowych na świecie. Współpraca ta ma na celu zwiększenie świadomości na temat roli robotyzacji w przemyśle oraz promowanie nowoczesnych technologii automatyzacji w polskim środowisku biznesowym. IFR regularnie publikuje raporty, takie jak „World Robotics Report”, które są cytowane i analizowane przez „Forbes Polska” w kontekście polskiego rynku oraz globalnych trendów w automatyzacji[61][62][63][64][65][66].
- Deloitte – „Forbes Polska” i Deloitte współpracują w ramach licznych projektów związanych z analizami rynku, biznesu oraz doradztwem strategicznym. Deloitte, będący globalnym liderem w obszarze audytu, doradztwa podatkowego i finansowego, dostarcza ekspertyzy na potrzeby rankingów publikowanych przez „Forbes Polska”, takich jak listy najlepszych firm, analiz finansowych czy innowacyjnych przedsiębiorstw. Współpraca obejmuje również wydarzenia branżowe, podczas których Deloitte dzieli się swoją wiedzą na temat aktualnych trendów rynkowych oraz wyzwań stojących przed polskimi firmami. Partnerstwo to ma na celu promowanie innowacyjności oraz podnoszenie standardów zarządzania w przedsiębiorstwach poprzez dostęp do wiedzy i narzędzi oferowanych przez Deloitte[67][68].

## Rankingi i działalność Forbes w Polsce

### Lista 100 Najbogatszych Polaków
„Forbes Polska” co roku publikuje Ranking 100 Najbogatszych Polaków, będący najbardziej prestiżowym i wiarygodnym rankingiem polskich miliarderów i milionerów.

### Miasta Przyjazne dla Biznesu
Ranking Miasta Przyjazne dla Biznesu to coroczne zestawienie opracowywane przez „Forbes Polska”, które ocenia polskie miasta pod kątem ich atrakcyjności dla przedsiębiorców. Ranking opiera się na analizie czynników, takich jak dostęp do wykwalifikowanej kadry, infrastruktura, jakość życia, wsparcie administracyjne oraz koszty prowadzenia działalności. Forbes wyróżnia zarówno duże aglomeracje, jak i mniejsze ośrodki, które dynamicznie się rozwijają, oferując korzystne warunki do inwestowania. Celem rankingu jest wskazanie lokalizacji sprzyjających rozwojowi biznesu i inwestycjom w Polsce.

### Bankowiec Roku
Ranking Bankowiec Roku to coroczny plebiscyt organizowany przez „Forbes Polska”, mający na celu wyróżnienie najlepszych liderów sektora bankowego w Polsce. Ranking ocenia prezesów banków pod kątem ich osiągnięć, wyników finansowych instytucji oraz wprowadzanych innowacji i strategii rozwoju. Laureaci są doceniani za skuteczność zarządzania, zrównoważony rozwój oraz adaptację do zmieniających się warunków rynkowych. Ranking służy jako wskaźnik przywództwa i innowacyjności w polskiej bankowości.

### 100 najcenniejszych gwiazd polskiego show-biznesu
Ranking 100 najcenniejszych gwiazd polskiego show-biznesu to coroczne zestawienie opracowywane przez „Forbes Polska”, które ocenia najbardziej wpływowe i dochodowe postaci z polskiej sceny rozrywkowej. W rankingu uwzględniane są osoby ze świata filmu, muzyki, telewizji, sportu i mediów społecznościowych. Wartość gwiazd szacowana jest na podstawie ich zarobków, kontraktów reklamowych, popularności oraz medialnego zasięgu. Ranking ten stanowi ważny wskaźnik sukcesu i popularności w polskim show-biznesie, podkreślając rolę celebrytów w kształtowaniu trendów i preferencji konsumentów.

### Forbes 30 Under 30
Forbes 30 Under 30 to lista publikowana od 2017 roku wyróżniająca 30 osób poniżej 30. roku życia, które pomimo młodego wieku wyróżniają się na tle rówieśników. Jest publikowana od września 2017 roku i stanowi wyróżnienie dla młodych przedsiębiorców i innowatorów.
Od 2018 roku Forbes przygotowuje również rankingi Forbes „30 Under 30" dla 30 wschodzących gwiazd polskiego biznesu oraz Forbes „25 Under 25” dla wschodzących gwiazd młodego pokolenia w Polsce

### Forbes 25 Under 25
Forbes 25 Under 25. Projekt ma na celu wyłonienie 25 młodych i ambitnych osób, których osiągnięcia są publikowane na łamach magazynu „Forbes Polska”. Lista jest publikowana od 2019 roku i oferuje laureatom możliwość rozwoju pod okiem wybitnych mentorów. Lista 25 finalistów została już czterokrotnie ogłoszona na łamach magazynu Forbes w 2019, 2020, 2021 i 2022 roku.

### BRANDME CEO
BrandMe CEO to jedno z kluczowych wydarzeń organizowanych przez magazyn „Forbes”. Jego celem jest wyróżnienie liderów biznesu, którzy wyróżniają się autentycznością, odwagą i transparentnością, z pasją realizując swoją misję. Plebiscyt skupia się na osobach, które są zarówno inspirujące dla współpracowników, jak i nieszablonowe w swoim podejściu do przywództwa.

### Diamenty Forbes
Redakcja Forbes od 2008 roku organizuje Diamenty Forbes, coroczny ranking najbardziej dynamicznie rozwijających się firm w Polsce.

### Kongres Odpowiedzialnego Kapitału
Kongres Odpowiedzialnego Kapitału to największe w Polsce spotkanie poświęcone zrównoważonemu rozwojowi.

### Ranking Firm Rodzinnych
Ranking Firm Rodzinnych to zestawienie wiarygodnych i transparentnych przedsiębiorstw rodzinnych, które wspierają rozwój lokalnych społeczności. Ranking jest opracowywany na podstawie szwajcarskiej metody wyceny spółek. 

## Wydarzenia
„Forbes Polska” bierze aktywny udział w wielu prestiżowych wydarzeniach gospodarczych i biznesowych, takich jak Forum Ekonomiczne w Karpaczu (dawniej w Krynicy), które jest jednym z najważniejszych spotkań liderów polityki i biznesu w Europie Środkowo-Wschodniej. Magazyn współpracuje również z inicjatywami takimi jak Superbrands, które wyróżnia najlepsze marki na rynku, oraz Zachodniopomorskie Gryfy Gospodarcze, które nagradzają przedsiębiorstwa za wybitne osiągnięcia w biznesie. Ponadto, Forbes uczestniczy w Europejskim Kongresie Finansowym, Kongresie PIU (Polskiej Izby Ubezpieczeń), Wektorach Biznesu oraz Kongresie Firm Rodzinnych, gdzie omawiane są wyzwania i perspektywy dla firm rodzinnych w Polsce.

## Historia

### 2024
- Na stanowisko redaktora naczelnego „Forbes Polska” została powołana Katarzyna Dębek[10][102].
- „Forbes Polska” został wybrany medium dekady w kategorii miesięczników w rankingu Instytutu Monitorowania Mediów[103][104][105].

### 2022
- W 2022 roku serwis Forbes.pl stał się częścią platformy Onet Premium[106][107].

### 2021
- W 2021 roku został zainicjowany projekt Forbes #Razem Mamy Wpływ, który ma na celu wspierać równość kobiet w miejscu pracy i promować różnorodność. Projekt ten objął wydarzenia online i offline, a także cykle redakcyjne „Forbesa” i „Forbes Women”[108][22].

### 2020
- Na Forbes.pl uruchomiono podcasty premium[109][22].

### 2019
- Serwis wprowadził nową ofertę płatnych treści (paid content)[22].
- Powstaje polska wersja magazynu „Forbes Women”[22].

### 2018
- Odbywa się pierwsza edycja Forum Firm Rodzinnych[22].

### 2017
- Stulecie amerykańskiej edycji magazynu „Forbes Polska”. Powołanie nowego, dotychczasowego redaktora naczelnego Pawła Zielewskiego[10].

### 2014
- Powołano redaktora naczelnego Michała Broniatowskiego[110]

### 2008
- Na okładce magazynu „Forbes Polska” pojawia się Steve Forbes mówiący o przyczynach kryzysu gospodarczego[111][22].

### 2007
- Powołano redaktora naczelnego Kazimierza Krupę[8].

- Odbywa się pierwsza edycja Diamentów Forbesa[112].

### 2006
- Stworzono pierwsze zestawienie Listy 100 Najbogatszych Polaków[22].

- „Forbes Polska” został wyróżniony przez branżowy tygodnik Media i Marketing Polska tytułem Magazynu Roku[113].

### 2005
- Pojawia się Ranking 10 Najbogatszych Polaków[22].

### 16 grudnia 2004
- Ukazuje się pierwszy numer polskiej edycji magazynu „Forbes Polska”[114][22].